# Oxyopes aureolus
Oxyopes aureolus är en spindelart som beskrevs av Tord Tamerlan Teodor Thorell 1899. Oxyopes aureolus ingår i släktet Oxyopes och familjen lospindlar.
Artens utbredningsområde är Kamerun. Inga underarter finns listade i Catalogue of Life.